# São Francisco (reka)
Reka São Francisco (portugalsko Rio São Francisco, portugalska izgovorjava: [sɐ̃w fɾɐ̃ˈsisku]) je velika reka v Braziliji. Z dolžino 2914 kilometrov je najdaljša reka, ki v celoti teče na ozemlju Brazilije, in četrta najdaljša reka v Južni Ameriki in na splošno v Braziliji (za Amazonko, Parano in Madeiro). Domorodci so jo pred kolonizacijo poznali kot Opara, danes pa je znana tudi kot Velho Chico.
Reka São Francisco izvira v gorovju Canastra v osrednjem zahodnem delu zvezne države Minas Gerais. Na splošno teče proti severu v zveznih državah Minas Gerais in Bahia, za obalnim območjem, odmaka območje več kot 630.000 kvadratnih kilometrov, preden se obrne proti vzhodu in oblikuje mejo med Bahio na desnem bregu in državami Pernambuco in Alagoas na levi. Po tem se konča na mejah med državama Alagoas in Sergipe ter se izlije v Atlantski ocean. Poleg petih zveznih držav, ki jih São Francisco neposredno prečka ali meji, njeno porečje vključuje tudi pritoke iz države Goiás in zveznega okrožja.
Je pomembna reka za Brazilijo, imenovana »reka nacionalne integracije«, ker združuje raznolika podnebja in regije države, zlasti jugovzhod s severovzhodom. Pomembna je tudi zato, ker poteka skozi polsušno regijo države, regijo, za katero so v zgodovini značilne suše in slab dostop do vode. Plovna je med mestoma Pirapora (Minas Gerais) in Juazeiro (Bahia), pa tudi med Piranhas (Alagoas) in izlivom v ocean, vendar je tradicionalna potniška plovba v zadnjih letih skoraj izginila zaradi sprememb v rečnem toku.

## Imena
Reka je dobila ime po svetem Frančišku Asiškem, odkar so jo Evropejci prvič odkrili na njegov praznik (4. oktober) leta 1501. Vzdevek Velho Chico bi lahko prevedli kot 'Stari Frank': velho pomeni 'star', chico pa je pomanjševalnica 'Francisco', ki je sama portugalska oblika imena Francis.
Staroselci so jo imenovali Kaleshí v zdaj izumrlem jeziku Tuxá in Opára v izumrlem jeziku Natú.

## Zgodovina
V porečju reke São Francisco so govorili jezike Tuxá, Truká, Natú, Kariri, vzhodne jezike Maxakalían, jezike Jê in različne nerazvrščene izumrle jezike.
Italijanski raziskovalec Amerigo Vespucci je reko prvič videl 4. oktobra 1501. Leta 1865 je bil britanski raziskovalec in diplomat Richard Francis Burton premeščen v Santos v Braziliji. Raziskoval je osrednje visokogorje in se s kanujem spustil po reki São Francisco od njenega izvira do slapov Paulo Afonso.

## Odseki
Tok reke, ki teče skozi pet zveznih držav, lahko razdelimo na štiri odseke, kot sledi:
1. Zgornji del, od izvira do Pirapore v Minas Geraisu
2. Zgornji srednji del, od Pirapore, kjer se začne plovni del, do Remansa (Bahia) in jezu Sobradinho
3. Spodnji srednji del, od jezu Sobradinho do Paulo Afonso, prav tako v Bahii (meji na Alagoas), in se konča pri jezu Itaparica
4. Spodnji del, od Paula Afonsa do izliva reke v Atlantski ocean

## Pritoki
Reka pridobiva vodo iz 168 rek in potokov, od tega jih je 90 na desnem bregu in 78 na levem bregu.
Glavni pritoki so:
- Reka Paraopeba
- Reka Abaeté
- Reka Das Velhas
- Reka Jequitaí
- Reka Paracatu
- reka Urucuia
- Reka Verde Grande
- reka Carinhanha
- Reka Corrente
- Reka Grande

## Plovnost
São Francisco je naravno plovna vse leto med Piraporo (Minas Gerais) in pobratenima mestoma Petrolina (Pernambuco) in Juazeiro (Bahia), dolžina 1371 kilometrov. Vendar pa obstajajo velike razlike v globini glede na količino padavin. Zaradi raznolikosti fizičnih značilnosti plovnega odseka ga lahko razdelimo na tri pododseke, in sicer:
- Od Pirapore do Pilão Arcada (Bahia), dolžina 1015 kilometrov (631 milj); zaradi dežja in suše se lahko pojavijo razlike v višini do 6 metrov (20 ft).
- Od Pilão Arcado do jezu Sobradinho; rezervoar slednjega je dolg 314 kilometrov (195 milj), s površino 4214 kvadratnih kilometrov (1627 kvadratnih milj) in udobno globino.
- Od jezu Sobradinho do Petrolina/Juazeiro, z dolžino 42 kilometrov (26 milj) in povprečno globino 2 metrov (6 ft 7 in), ki ga vzdržuje pretok 1500 m3/s (53 000 cu ft/s).

Do zadnjih let je po São Francisco redno plula vrsta potniških čolnov, imenovanih gaiola (portugalsko za 'kletka'). To so bili parniki na vesla, nekateri med njimi so bili rečni čolni Misisipija in so iz časa ameriške državljanske vojne. Po izgradnji jezu Sobradinho v Bahii so se razmere plovnosti znatno spremenile, saj je velika velikost rezervoarja omogočila nastanek kratkih valov znatne višine. Čeprav ima jez plovno zaporo, so gaiolam zaradi valov in tokov oteževali prečkanje jezera. Hkrati sta krčenje gozdov in pretirana kmetijska uporaba voda v zgornjem toku reke São Francisco in njenih pritokov močno zmanjšala pretok vode v srednjem toku, kar je povzročilo peščene brežine in otoke, ki so ovirali plovbo.
V kratkem času so bile razmere takšne, da je za velike gaiole postala plovba nemogoča, za manjše čolne pa še vedno mogoča. Te stare rečne čolne je še vedno mogoče videti na reki pri Pirapori. Od leta 2009 še vedno deluje ena sama ladja, Benjamim Guimarães, ki izvaja turistična križarjenja na kratke razdalje od Pirapore do São Romão in nazaj.

## Ribe
V porečju reke São Francisco je znanih več kot 200 vrst rib in pričakuje se, da bo v prihodnosti odkritih več dodatnih vrst, zlasti iz razmeroma slabo znanih zgornjih delov reke. Približno 10 % ribjih vrst, znanih v porečju, je ogroženih, približno 13 % pa jih je pomembnih v ribištvu. Približno 64 % ribjih vrst, znanih v porečju, je endemičnih, vključno s Conorhynchos conirostris (som z negotovimi taksonomskimi sorodnostmi), Lophiosilurus alexandri (sploščeni som), Franciscodoras marmoratus (oklepni som), Pygocentrus piraya (največja vrsta piranje), Orthospinus franciscensis (haracin in edini član svojega rodu), Hasemania nana (bakrena tetra, ki se pogosto hrani v akvarijih), in Salminus franciscanus (sorodnik zlatega dorada). V porečju reke São Francisco najdemo več kot 40 letnih vrst morskih ubijalk, zlasti iz rodov Cynolebias in Hypsolebias. Jezovi (preprečujejo migracije rib po reki) in onesnaženje res predstavljajo problem vrstam v reki, zabeleženi pa so tudi množični pogini rib.

## Mesta in prebivalstvo
Območje, ki ga prečka reka, je veliko in redko poseljeno, vendar ob reki leži več mest. Reka se začne v Minas Geraisu in teče mimo Pirapore, São Francisca, Januárije, Bom Jesus da Lapa, pobratenih mest Petrolina in Juazeiro ter Paula Afonsa. Zaledje je suho in premalo poseljeno, zato je večina mest majhnih in izoliranih. Samo Petrolina in Juazeiro sta zrasla v srednje veliki mesti in postala uspešna zaradi pridelave sadja, ki temelji na namakanju.

## Jezovi hidroelektrarn
Hidroelektrični potencial reke se je začel izkoriščati leta 1955, ko je bil med Bahio in Alagoasom zgrajen jez Paulo Afonso. HE Paulo Afonso zdaj zagotavlja električno energijo za celotno severovzhodno Brazilijo. Kasneje so bile zgrajene še štiri druge velike hidroelektrarne: Três Marias v Minas Geraisu, zgrajena leta 1961, Sobradinho v Bahii, zgrajena leta 1977, Luiz Gonzaga (Itaparica) med Bahio in Pernambucom leta 1988 in Xingó pri Piranhasu leta 1994. Sobradinho rezervoar je eno največjih umetnih jezer na svetu s površino 4214 kvadratnih kilometrov.
Odsek dramatičnih kanjonov med jezovoma Paulo Afonso in Xingó, vključno z delom rezervoarja Xingó, je zaščiten s 26.736 hektarji velikim naravnim spomenikom Rio São Francisco.

## Kulturni pomen
São Francisco ima velik pomen v zgodovini in zlasti v folklori. To zgodovino praznujejo pesmi, legende in spominki, ki temeljijo na carrancas, nekakšnem bitju, nameščenem na premcu čolnov gaiola in namenjenem odganjanju rečnih demonov od čolna. Turistične trgovine daleč od reke so posodobile replike in miniature izginjajočih originalov. Zgodbe o rečnih demonih in pošastih ostajajo še danes.
Od HE Paula Afonsa do zgodovinskega mesta Penedo (Alagoas) reka teče po dnu soteske ali doline s strmimi brežinami. Piranhas, bližnje mesto, je bilo nekoč končna postaja železnice. Mesto ima številne zapuščene zgodovinske stavbe iz tistega obdobja. Obnovljene so in postajajo turistična atrakcija.

## Sporen projekt preusmeritve (v gradnji)
Leta 2005 je brazilska vlada predlagala kontroverzen projekt preusmeritve vode, ki bo prinesel vodo iz reke v polsušna območja štirih brazilskih zveznih držav (Ceará, Pernambuco, Paraíba in Rio Grande do Norte). Okoljevarstveniki trdijo, da bo projekt naredil več škode kot koristi, saj bo koristil le velikim lastnikom zemljišč in zelo malo prebivalstvu, hkrati pa bo imel velik ekološki vpliv. Vlada vztraja, da bo projekt ljudem v štirih državah zagotovil prepotrebno oskrbo z vodo.
Dovodna točka projekta preusmeritve je v Cabrobóju.